# Lancashire Holdings
Lancashire Holdings er et britisk Bermuda-baseret forsikringsselskab. det er børsnoteret på London Stock Exchange, men blev oprindeligt lanceret på Alternative Investment Market i november 2005.
De fokuserer på forsikringer indenfor ejendom, energi, marine og luftfart.